# 王大光
王大光（17世紀—17世紀），字暉吉，湖廣辰州府沅陵縣人，南明文人。

## 生平
王大光篤志讀書，才識淵博，年幼時已經獲他人視為大器之才，隆武二年（1646年）中式湖廣鄉試舉人，其師唐九官得知他得第，就認為《詩經》可徵，其後他隱居不再出仕，著有文集藏於家。

## 引用
1. 1 2  錢海岳《南明史·卷六十四·列傳第四十》：同（楊喬然）時王大光，沅陵人。隆武二年舉於鄉……皆隱居以終。
2. ↑  同治《沅陵縣志·卷二十二·選舉三》：明季（舉人） 王大光 甲午【隆武丙戌】科，有傳
3. ↑  同治《沅陵縣志·卷三十·人物一》：王大光，字暉吉，篤志攻苦，才識充裕，幼沖時識者即以大器卜之。後舉明末鄉試，其師唐九官有見王大光得第，詩可徵也。所著有文集藏於家。 府志